# Testamento

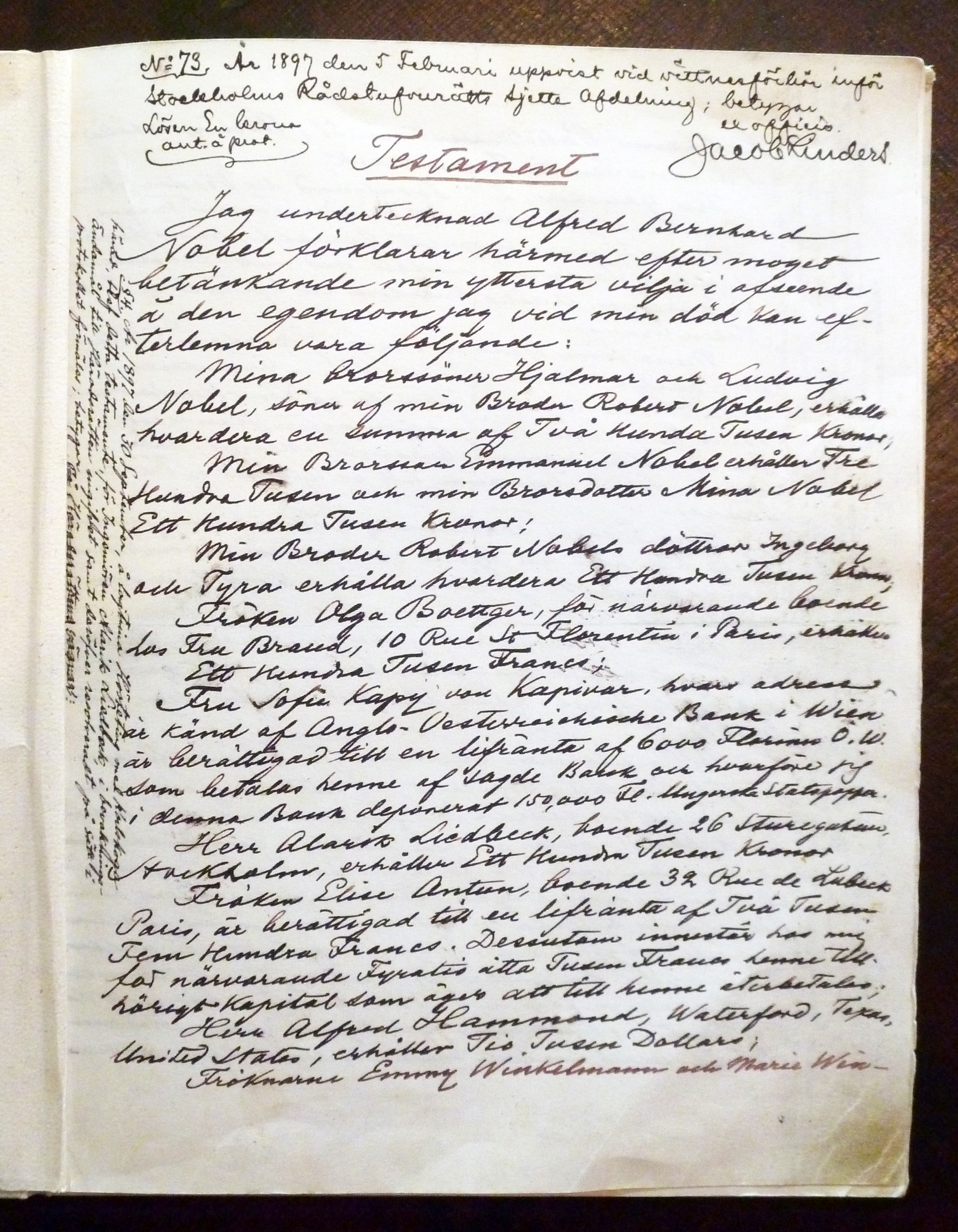
Primera página del testamento de Alfred Nobel.

Un testamento (del latín testario mentis 'testimonio de la voluntad') es el acto jurídico por el cual una persona estipula quién o quiénes serán las personas (familiar o un tercero) que podrán disponer de todos sus bienes al momento de su muerte. 

## Descripción del concepto
Algunos autores sostienen que no proviene de testario mentis, sino que sus orígenes se encuentran en el vocablo testis, por lo que se hace referencia al testigo; es decir, el testamento no tiene significado como expresión material de voluntad, sino que es un acto en el que se atestigua esta voluntad. El testamento también admite actos de carácter no patrimonial, como pudiera ser el reconocimiento de hijos.
Cuando una persona muere sin dejar testamento se dice que ha fallecido abintestato o intestada. Si bien generalmente el testamento es un acto jurídico en el que se hace una disposición de bienes, hay que reconocer que existen declaraciones de voluntad que no consisten en ello y que pueden ser materia de un testamento (vgr. Reconocimiento de un hijo).[cita requerida]
El testador es la persona que hace testamento. Puede testar quien tiene capacidad de obrar y la ley no se lo prohíbe expresamente. Siempre que el demente pretenda hacer testamento en un intervalo lúcido, designará el notario a médicos que previamente le reconozcan, y no lo otorgará sino cuando estos respondan de su capacidad, debiendo dar fe de su dictamen en el testamento, que suscribirán los facultativos además de los testigos.[cita requerida]

## Historia
En la mayor parte del mundo, la enajenación de una propiedad ha sido una cuestión de costumbre social. Según Plutarco, el testamento escrito fue inventado por Solón.[cita requerida] Originalmente, era un dispositivo destinado únicamente a los hombres que murieron sin un heredero.
La frase en inglés "will and testament" se deriva de un período en el derecho inglés en el que el inglés antiguo y el francés jurídico se usaban uno al lado del otro para una máxima claridad. Otros dobletes legales de este tipo incluyen "allanamiento de morada" y "paz y tranquilidad".
El concepto de la libertad de disposición por voluntad, tan familiar como es en la Inglaterra moderna y los Estados Unidos, ambos generalmente considerados sistemas de derecho consuetudinario, así como en Navarra, no es de ninguna manera universal. De hecho, la libertad total es la excepción y no la regla. Los sistemas de derecho civil a menudo imponen algunas restricciones a las posibilidades de eliminación; como en el caso de la "herencia forzosa".
La llamada donación mortis causa durante la Alta Edad Media es un acto practicado «con las disponsiciones de los negocios inter-vivos de carácter esclusivamente patrimonial, muchas veces irrevocable.» Ya a inicios del siglo XII «la figura del testamento, o ha desaparecido por completo, o simplemente subsiste el título de la institución, pero se ha vaciado de contenido.» Durante esta época es la Iglesia Católica quien detenta la jurisdicción en esta materia.

## Tipos de testamento
Los tipos de testamentos generalmente incluyen:
- Testamento común o mancomunado: es el que hacen juntamente dos personas disponiendo en un mismo acto de sus fincas a favor de un tercero. Documentado por primera vez en la ley inglesa en 1769[6]
- Testamento mutuo o captatorio: es el que hacen recíprocamente dos personas a favor de la que sobreviva
- Testamento inoficioso: es el que contiene una desheredación o preterición injusta
- Testamento oral (o no ocupativo): oral o dictado; a menudo limitado a marineros o personal militar
- Testamento ológrafo: es el redactado a mano y firmado por el propio testador
- Testamento digital: se realiza con los medios digitales de la persona
- Testamento vital: son disposiciones que da una persona para qué hacer con su cuerpo una vez fallecido
- Testamento audiovisual: es aquel que se graba como archivo de vídeo o audio
- Testamento no solemne: aquel que el albacea no tiene nombre
- Testamento en forma solemne: firmado por testador y testigos

Algunas jurisdicciones reconocen un testamento ológrafo, redactado íntegramente en la propia mano del testador, o en algunas formulaciones modernas, con disposiciones materiales en la mano del testador. El rasgo distintivo de un testamento holográfico es menos que esté escrito a mano por el testador y, a menudo, no necesita ser presenciado. En Luisiana (Estados Unidos), este tipo de testamento se llama testamento hológrafico. Debe estar totalmente escrito, fechado y firmado con la letra del testador. Aunque la fecha puede aparecer en cualquier parte del testamento, el testador debe firmar el testamento al final del testamento. Cualquier adición o corrección también debe estar escrita a mano para que tenga efecto.
En Inglaterra, las formalidades de los testamentos se relajan para los soldados que expresan sus deseos en servicio activo; cualquier testamento de este tipo se conoce como testamento de un militar. Una minoría de jurisdicciones incluso reconoce la validez de los testamentos no ocupativos (testamentos verbales), particularmente para el personal militar o marineros mercantes. Sin embargo, a menudo existen restricciones en la disposición de la propiedad si se utiliza tal testamento oral.[cita requerida]

## Terminología
- Albacea: persona designada o que solicita la administración de un patrimonio en una sucesión intestada.
- Cláusula de exordio:  es el primer párrafo u oración en un testamento y testamento, en el que el testador se identifica, declara un domicilio legal y revoca cualquier testamento anterior.
- Codicilo: 
  1. enmienda a un testamento.
  2. un testamento que modifica o revoca parcialmente un testamento existente o anterior.
- Descendencia: vínculo jurídico existente entre las personas que descienden de un mismo progenitor.
- Fideicomisario: una persona que tiene el deber en virtud de un fideicomiso testamentario de garantizar que se respeten los derechos de los beneficiarios.
- Heredero: un beneficiario en una sucesión, testado o intestado.
- Intestado: persona que no ha creado un testamento o que no tiene un testamento válido en el momento de la muerte.
- Legado: donación testamentaria de propiedad personal, tradicionalmente distinta del dinero.
- Legado demostrativo: un regalo de una suma específica de dinero con una dirección que se pagará con un fondo en particular.
- Legado específico: un regalo testamentario de un objeto identificable con precisión.
- Legatario: beneficiario de propiedad personal bajo un testamento, es decir, una persona que recibe un legado.
- Sucesión: proceso legal de liquidación de la herencia de una persona fallecida.
- Testado: persona que muere habiendo creado un testamento antes de la muerte.
- Testador: persona que ejecuta o firma un testamento.

## Regulación por países

### Chile
Se encuentran prohibidas las disposiciones captatorias y los testamentos mancomunados o conjuntos. Respecto de los testamentos ológrafo, nada dice el, pero en Chile no se acepta el testamento hecho de puño y letra, contradictoria esta aplicación pues si se acepta el realizado de manera mecánica o digital impreso y posterior protocolización y ante 5 testigos bien llamo testamento abierto   Código Civil sobre la materia, más la jurisprudencia ha aceptado este tipo de disposiciones de última voluntad.

### España

#### Regulación legal
La regulación legal del testamento en España se encuentra recogida en el Código Civil, más concretamente en el Libro III. De los diferentes modos de adquirir la propiedad, y específicamente dentro del Título III. De las sucesiones. 
En los primeros artículos, del 657 al 661, se definen varios conceptos sobre la materia:
- El art. 658 define, y distingue, entre la voluntad testamentaria («manifestada en testamento») y la voluntad legítima («por disposición de la ley») cuando no exista la primera aunque sin ser excluyentes ya que ambas podrían estar presentes en una misma sucesión.
- El art. 659 indica qué se entiende por herencia indicando que «la herencia comprende todos los bienes, derechos y obligaciones de una persona que no se extingan por su muerte.»
- El art. 660 distingue entre el heredero («al que sucede a título universal») y legatario («al que sucede a título particular»).

Los artículos 662-743 se agrupan bajo el Capítulo I. De los testamentos dividido en 10 secciones que establecen desde quién tiene «capacidad para disponer por testamento» hasta una enumeración de tipos de testamentos pasando por la propia definición de qué entiende este código civil por testamento («acto por el cual una persona dispone para después de su muerte de todos sus bienes o de parte de ellos», art. 667).

#### Modalidades
Las principales modalidades testamentarias reguladas en el Código Civil español se encuadran en dos grupos: testamento común y testamento especial. Dentro del primero:
- El testamento abierto: Es aquel en el que el testador manifiesta, en presencia del Notario autorizante o en su caso de los testigos, el contenido de su última voluntad. Esta categoría de testamento abierto se subdivide a su vez en testamento abierto ordinario (ante Notario) o extraordinarios (para caso de inminente peligro de muerte, en supuestos de epidemia así como testamentos militares o de personas que vayan a bordo de buques). El ordinario se otorga ante Notario hábil, y no precisa de la concurrencia en el acto de testigos (salvo que concurran determinadas circunstancias especiales en la persona del testador, como son ser ciego, o no saber o no poder leer o firmar, etc.). Los extraordinarios exigen siempre la concurrencia de testigos y han de ser posteriormente adverados y elevados de documento público mediante su protocolización.
- El testamento cerrado es aquel cuya principal característica es que el testador, sin revelar el contenido del testamento, declara que el mismo se halla en el pliego que entrega a las personas que hayan de autorizarlo.
- El testamento ológrafo es aquel redactado de puño y letra por el propio testador, y que necesariamente ha de contener el lugar y la fecha de otorgamiento (año mes y día), así como su firma y debe ser igualmente objeto de adveración y protocolización en sede judicial. Podrán asimismo hacer testamento ológrafo, con arreglo al artículo 688 del Código Civil, aún en los países cuyas leyes no admiten dicho testamento.

Dentro de los testamentos especiales se definen:
- El testamento militar. De aplicación a miembros de un ejército en país extranjero (sección 7, arts. 716-721).[13]
- El testamento marítimo. Testamentos abiertos o cerrados «durante un viaje marítimo» diferenciando entre buques mercante y de guerra (sección 8, arts. 722-731).[14]
- El testamento hecho en país extranjero. Los realizados «fuera del territorio nacional» y sujetos a «las leyes del país en que se hallen.» Si estuvieran en alta mar dependerá de las «leyes de la Nación a que el buque pertenezca» (sección 9, arts. 732-736).[15]

#### Revocación e ineficacia
La sección 10, y última de este primer capítulo, articula razones para determinar las condiciones de revocación de «todas las disposiciones testamentarias» así como cuando serán ineficaces o caducarán los testamentos.

#### Derecho foral navarro
Las personas que disfrutan de la condición civil foral navarra están regidas por el derecho foral navarro, cuyos principios máximos son la prevalencia de la costumbre sobre la ley y el paramiento (« paramiento fuero vienze », la voluntad de las partes es superior a la ley). De esta manera, y a diferencia del resto del Estado, en Navarra la libertad de testar es absoluta. Ahora bien, existe una formalidad que los testadores deben cumplir, que es la legítima foral. Esta establece que para que un heredero no reciba nada debe asignársele « cinco sueldos febles o carlines y sendas robadas de tierra en los montes comunes », que en la práctica se traduce en nada, pues el carlín es una moneda que no está en circulación y los particulares no pueden poseer terreno comunal.
Además, existe un tipo de testamento especial, llamado testamento de hermandad, similar al testamento mancomunado anglo-sajón. Este testamento permite que dos o más personas se instituyan mutuamente como herederos, de manera que el sobreviviente hereda los bienes del predifunto, y puede contener disposiciones sobre el destino de dichos bienes una vez fallecidos todos los otorgantes.
El Fuero Nuevo recoge este y otros aspectos relevantes, como son el orden de sucesión o las modalidades de testamentos, entre otros muchos.

### Italia
El Código Civil italiano acoge el principio de formalismo testamentario, en virtud de la cual el legislador de la península itálica requiere para la validación del testamento una de las formas típicas expresamente previstas en el código civil, en el art. 601 y siguientes. Hay que distinguir en atención a la forma entre los testamentos ordinarios entre los que se encuentran el testamento ológrafo, el testamento público y el testamentos secreto (art. 604-605) y los testamentos especiales, dentro de los cuales se encuentran el testamento con ocasión de enfermedades contagiosas o de calamidad pública (art. 609-610); el testamento en la navegación marítima o aérea (art. 611-616) y el testamento militar o asimilado (art. 617-618).

### México
En el Código Civil Mexicano el testamento es un acto libre, en el cual una persona dispone de sus bienes, derechos y obligaciones a favor de uno o más herederos, quienes dispondrán de ellos después de su muerte. Solo pueden testar los mayores de dieciséis años que gocen de plenas facultades mentales o que estén en momento de lucidez. El testador es libre de imponer las condiciones que quiera, siempre y cuando no se vulneren las condiciones establecidas en el código.

### Perú
En el código civil peruano se establece en el artículo 660 que desde la muerte de la persona, los bienes, derechos y obligaciones que constituyen la herencia se transmiten a su sucesor o sucesores. Es así que la sucesión se produce solo con la muerte del causante. Es importante mencionar que mediante el testamento, el testador puede disponer de sus bienes según su voluntad, sin embargo, esta libertad tiene limitaciones impuestas por la ley, no se puede perjudicar a los herederos forzosos y si el testador decide favorecer a una persona, empresa o institución, con respecto a un bien o determinados bienes, esto lo podrá hacer solo con el tercio de libre disposición al que tiene derecho, art. 756 del Código Civil Peruano.

#### Tipos de testamento en Perú
- El testamento público abierto: es otorgado por el mismo causante o testador ante el notario público, el cual tiene la función de acreditar que el documento que contiene la voluntad del causante es auténtico.[21]
- El testamento público cerrado: la voluntad del testador está expresada en un pliego que va dentro sobre cerrado o bajo una envoltura lacrada que el otorgante entrega al notario con la participación de dos testigos para que certifique la cubierta por medio de la extensión de un acta, y que luego lo transcriba al registro.
- El testamento ológrafo: se encuentra escrito y firmado por el puño y letra del causante. Debido a ello, este tipo de testamento es considerado un documento privado. Solo tras su comprobación judicial y su ulterior protocolario se convierte en un documento público.
- El testamento marítimo: este tipo de testamento es otorgado por los navegantes en un buque durante la navegación acuática. Puede ser otorgado por los jefes, oficiales tripulantes y cualquier persona que se encuentre embarcada en buque de guerra peruano.[19]

Para elaborar un testamento se debe tener en cuenta lo siguiente: 
- 1/3 de libre disposición en un cónyuge
- 33% hijos u otros descendientes
- 33% cónyuge o conviviente
- debe ser de forma escrita
- la forma de su ortógrafo
- nombre del testamento y su firma
- disposiciones sobre los bienes[22]

La SUNARP es la encargada de realizar esos testamentos y los notarios la certifican.